# Корсаковичівська сільська рада
Корсаковичівська сільська рада (біл. Карсакавіцкі сельсавет) — колишня адміністративно-територіальна одиниця в складі Борисовського району розташована в Мінській області Білорусі. Адміністративним центром було село — Корсаковичі.
Корсаковичівська сільська рада була розташована на межі центральної Білорусі, на північному сході Мінської області орієнтовне розташування — супутникові знімки [Архівовано 25 серпня 2011 у WebCite], західніше районного центру Борисов.
Рішенням Мінської обласної ради депутатів від 30 жовтня 2009 року, щодо змін адміністративно-територіального устрою Мінської області, сільську раду було ліквідовано.
До складу сільради входили 7 населених пунктів:
- Боровляни • Корсаковичі • Лисине • Лисинська Рудня • Попережжя • Сілець • Скуплино